# Gijs Verdick
Gijs Verdick (* 23. Juni 1994 in Laren; † 9. Mai 2016 in Zwolle) war ein niederländischer Radrennfahrer. Anfang 2016 fuhr er für das Cyclingteam Jo Piels. In der Nacht vom 2. auf den 3. Mai 2016 erlitt er während des U23-Rennens Carpathian Couriers in Polen zwei Herzinfarkte. Am 8. Mai wurde er aus Polen in das Isala-Krankenhaus in Zwolle, Niederlande, gebracht, wo er am nächsten Tag starb.